# AURA

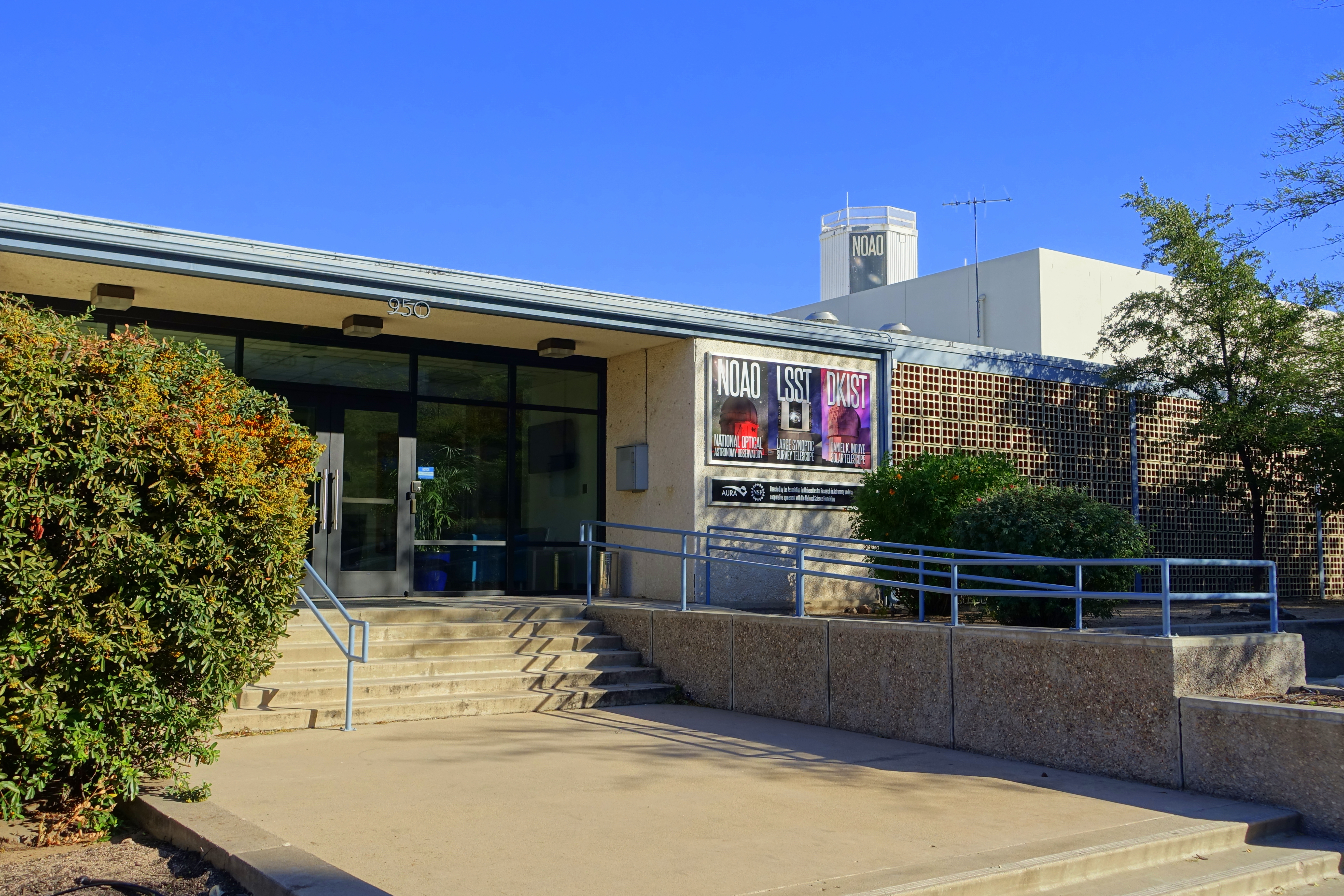
Hiệp hội các trường đại học nghiên cứu về thiên văn học tại Đại học Arizona

Hiệp hội các trường đại học nghiên cứu về thiên văn học (tiếng Anh: Association of Universities for Research in Astronomy, viết tắt là: AURA) là một tập đoàn của các trường đại học và các tổ chức khác hoạt động thiên văn đài quan sát và kính thiên văn. AURA công nhận tuyên bố sứ mệnh của mình là "Thúc đẩy sự xuất sắc trong nghiên cứu thiên văn bằng cách cung cấp quyền truy cập vào các cơ sở hiện đại."
Được thành lập ngày 10 tháng 10 năm 1957 với sự khuyến khích của Quỹ Khoa học Quốc gia (NSF), AURA được thành lập bởi một nhóm bảy trường đại học Hoa Kỳ: California, Chicago, Harvard, Indiana, Michigan, bang Ohio, và Wisconsin. Cuộc họp đầu tiên của Hội đồng quản trị đã diễn ra tại Ann Arbor, Michigan. Ngày nay, AURA có 39 tổ chức thành viên tại Hoa Kỳ và bảy thành viên liên kết quốc tế.
AURA bắt đầu như một tổ chức nhỏ chuyên về thiên văn quang học trên mặt đất, quản lý một phạm vi kính viễn vọng từ 1 đến 4 mét và cung cấp sự vận động của cộng đồng cho thiên văn học quang học / hồng ngoại. Trong những năm qua, AURA đã mở rộng trọng tâm của mình bao gồm Thiên văn học Mặt trời và Kính viễn vọng 8 mét của Gemini, tiếp tục hợp tác với các tập đoàn khác như WIYN (Wisconsin Indiana Yale & NOAO) và SOAR (Nghiên cứu Vật lý Thiên văn miền Nam). Vào những năm 1980, AURA đã đảm nhận việc quản lý Viện Khoa học Kính viễn vọng Không gian, mở ra các dải bước sóng cực tím, quang học và hồng ngoại trong không gian bằng Kính viễn vọng Không gian Hubble. AURA đang tiếp tục mục tiêu của mình trong thiên văn học vũ trụ hồng ngoại thông qua Kính thiên văn không gian James Webb (JWST).
Tổ chức này chịu trách nhiệm cho hoạt động của một số đài quan sát quan trọng, được gọi là "trung tâm AURA": Đài thiên văn Gemini;Kính thiên văn khảo sát khái quát lớn (LSST);Đài quan sát thiên văn quang học quốc gia (NOAO); Đài quan sát mặt trời quốc gia (NSO);và Viện khoa học kính viễn vọng không gian (STScI).